# Love Is News
Love Is News é um filme de comédia romântica de 1937 dirigido por Tay Garnett e estrelado por Tyrone Power, Loretta Young e Don Ameche.

## Elenco
- Tyrone Power ...Stephen "Steve" Leyton
- Loretta Young ...Tony Gateson
- Don Ameche ...Martin Canavan
- Slim Summerville ...Judge Hart
- George Sanders ...Count Andre de Guyon
- Dudley Digges ...Cyrus Jeffrey
- Jane Darwell ...Mrs. Flaherty
- Pauline Moore ...Lois Westcott
- Walter Catlett ...Eddie Johnson
- Frank Conroy ...A.G. Findlay
- Edwin Maxwell ...Kenyon
- Elisha Cook Jr. ...Egbert Eggleston

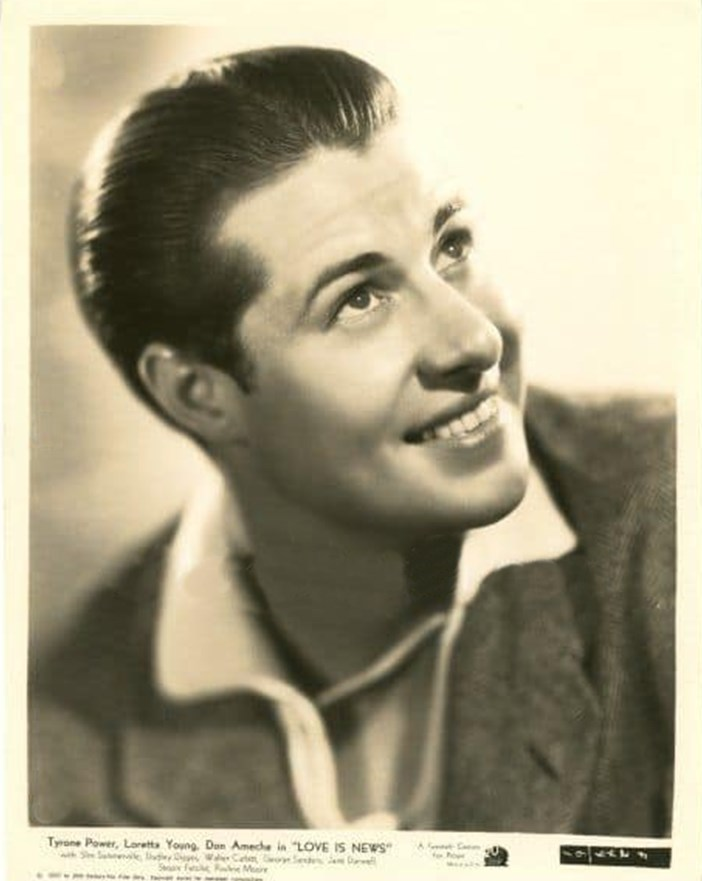
O Jovem Don Ameche em foto de publicidade do filme.

## Adaptações
Uma adaptação de rádio do filme foi apresentado no The Screen Guild Theater em 13 de junho de 1943, estrelando Jack Benny, Ann Sheridan e James Gleason. Mais tarde, o filme foi refeito sob o título Esse Impulso Maravilhoso (1947), novamente com Tyrone Power e Gene Tierney.